# Inga laurina
Inga laurina là một loài thực vật có hoa trong họ Đậu. Loài này được (Sw.) Willd. miêu tả khoa học đầu tiên.